# عبد الله البدري
عبد الله سالم البدري اقتصادي وخبير نفط ليبي وأمين اللجنة الشعبية العامة للنفط (1998 - 2001) (لاحقا أمين اللجنة الشعبية للمؤسسة الوطنية للنفط)، والأمين العام لمنظمة الدول المصدرة للنفط أوبك مرتين الأولى (كمرشح تسوية) بين (1 يوليو 1994 - 31 ديسمبر 1994) والثانية (يناير 2007 - يوليو 2017).
ولد عبد الله سالم البدري في مدينة قمينس جنوبي مدينة بنغازي في ليبيا في 25 مايو 1940. بدأ العمل في قطاع النفط في «شركة إسو ليبيا» العام 1966 ثم حصل على بكالوريوس المحاسبة من جامعة فلوريدا الأمريكية العام 1974.
في العام 1980 صار أمينا عاما للجنة الشعبية لشركة الواحة للنفط. ثم أمينا للجنة الشعبة للمؤسسة الوطنية للنفط في 1983.

## مناصب تولاها
- عضو مجلس إدارة شركة أم الجوابي للخدمات النفطية.
- 1980 أمين اللجنة الشعبية لشركة الواحة.
- 1983 أمين اللجنة الشعبية للمؤسسة الوطنية للنفط.
- 1990 أمين اللجنة الشعبية العامة للنفط.
- 1997 أمين اللجنة الشعبية العامة للطاقة.[3]
- 2000 أمين اللجنة الشعبية للمؤسسة الوطنية للنفط.
- 2001 أمين مساعد لشؤون الخدمات باللجنة الشعبية العامة.
- 2004 أمين لجنة إدارة المؤسسة الوطنية للنفط (حتى 2006).
- كما عمل في عدة شركات ومؤسسات نفطية في ليبيا منها شركة البريقة لتسويق النفط.
- امين عام لمنظمة اوبك العالمية لتصدير النفط إلى 2017